# Timagenes von Alexandria
Timagenes von Alexandria war ein späthellenistischer griechischer Rhetor und Geschichtsschreiber. Er lebte im 1. Jahrhundert v. Chr.

## Leben
Timagenes stammte aus Alexandria in Ägypten; dem byzantinischen Lexikon Suda zufolge war sein Vater dort Geldwechsler. Im Jahr 55 v. Chr. kam Timagenes als Kriegsgefangener des Aulus Gabinius, der in Ägypten Ptolemaios XII. als König wieder eingesetzt hatte, nach Rom. Er wurde von Faustus Cornelius Sulla, dem Sohn des Diktators Sulla, freigekauft und siedelte sich in Rom an. Dort machte er die Bekanntschaft von Marcus Antonius, hielt sich später jedoch im Umfeld des Augustus auf. Aufgrund seiner Spitzzüngigkeit überwarf er sich aber mit Augustus, der schließlich Timagenes die Amicitia („Freundschaft“) aufkündigte. Sein neuer Patron wurde Gaius Asinius Pollio, der selbst ein Geschichtsschreiber und dem Prinzipat nur wenig zugetan war. Euagoras von Lindos soll eine (heute verlorene) Biographie über Timagenes verfasst haben.

## Werke
Timagenes verfasste mehrere Schriften, von denen nur 15 Fragmente erhalten sind. Er schrieb eine Abhandlung über Gallien, die noch der spätantike Historiker Ammianus Marcellinus (direkt oder vermittelt durch eine Zwischenquelle) in seinem Exkurs über Gallien benutzte. Timagenes scheint sich dabei auf Poseidonios gestützt zu haben; das Werk spiegelt auch sein allgemeines Interesse für Geographie und Ethnographie wider. Eine Abhandlung über die Herrschaft des Augustus verbrannte der oft recht temperamentvolle Timagenes nach dem Bruch mit dem Princeps.
Sein Hauptwerk trug wohl den Titel Peri Basileon („Über die Könige“). Es handelte sich anscheinend um eine Universalgeschichte, die bis in die Zeit Caesars reichte. Die Darstellung war wahrscheinlich stark auf die hellenistischen Monarchien des Ostens konzentriert, als Leitgedanke diente wohl die Geschichte der verschiedenen Dynastien. Viele Detailfragen in Bezug auf dieses Werk sind umstritten. Die Nachwirkung war allerdings recht beachtlich. Es diente unter anderem wohl Appian, Quintus Curtius Rufus und Pompeius Trogus als Quelle. Plutarch und Strabon  erwähnen ihn und haben seine Universalgeschichte wohl ebenfalls benutzt; Flavius Josephus nennt und zitiert ihn aus dem Geschichtswerk Strabons. Quintilian rühmte Timagenes als sehr bedeutenden Historiker, der nach Kleitarchos die griechische Geschichtsschreibung wieder zu neuem Ruhm geführt habe.
Alfred von Gutschmid nahm an, dass die Universalgeschichte des Pompeius Trogus, die uns nur als Epitome des Junianus Justinus vorliegt, lediglich eine lateinische Bearbeitung der Universalgeschichte des Timagenes darstellte. Dies wäre unter anderem deshalb plausibel, weil die Universalgeschichte des Timagenes ein ähnliches Thema abdeckt wie das Werk des Trogus. Die Hypothese gilt zwar als umstritten, ist aber in jüngerer Zeit und in modifizierter Form – Timagenes als wichtige Quelle und als beeinflussender Faktor – wieder aufgenommen worden. Es würde zumindest sehr überraschen, wenn Trogus das Werk des Timagenes nicht gekannt und es wenigstens nicht mit herangezogen hätte.
Von Teilen der Forschung wird Timagenes eine antirömische Haltung unterstellt, vor allem aufgrund einer Aussage bei Seneca, wonach Timagenes Brände in Rom nur deshalb bedauerte, weil die zerstörten Gebäude dann durch schönere ersetzt würden. Dies ist aber in Anbetracht seiner guten Beziehungen zu römischen Führungskreisen fraglich. Aus den wenigen Fragmenten ist eine solche Haltung jedenfalls nicht abzuleiten. Es ist ebenfalls spekulativ, die Äußerung des Titus Livius, wonach manche griechische Geschichtsschreiber auf Kosten Roms die Parther verherrlichten, auf Timagenes zu beziehen. Ebenso kann nicht abschließend geklärt werden, ob Timagenes wirklich hellenozentrisch dachte und den Barbaren gewogen war, wie etwa Marta Sordi meinte, da von seinem Werk zu wenig erhalten ist.

## Rezeption
Richard Laqueur stellte fest: „Es mag sehr wohl sein, daß T(imagenes) eine größere Rolle in der antiken Überlieferung gespielt hat, als wir beweisen können; aber wirklich greifbar ist sie nicht. Mensch und Werk entziehen sich in eigentümlicher Weise jedem Zugriff.“ Zumindest hat Timagenes offenbar in der antiken historiographischen Tradition (wenigstens nach Polybios) einen nicht unwichtigen Platz eingenommen und wurde recht häufig gelesen. Er ist daher als einer der wichtigsten griechischen Schriftsteller der augusteischen Zeit anzusehen. Er spielte offenbar auch eine nicht unwichtige Rolle bei der Vermittlung griechischer Kultur im augusteischen Rom. Strabon und Nikolaos von Damaskus scheinen literarisch von ihm mit beeinflusst worden zu sein; als rhetorisch versierter Autor stand er auch in direktem Kontakt zu mehreren zeitgenössischen Rhetorikern.

## Textausgaben
- Die Fragmente der griechischen Historiker, Nr. 88, auch in Brill’s New Jacoby (mit englischer Übersetzung, einem kurzen Kommentar und biographischer Skizze)